# 31660 Maximiliandu
31660 Maximiliandu è un asteroide della fascia principale. Scoperto nel 1999, presenta un'orbita caratterizzata da un semiasse maggiore pari a 2,3401798 UA e da un'eccentricità di 0,1796121, inclinata di 3,12036° rispetto all'eclittica.